# 小行星10861
小行星10861（10861 Ciske）是一颗绕太阳运转的小行星，为主小行星带小行星。该小行星于1995年6月22日发现。

## 轨道参数
小行星10861的轨道半长轴为2.7145250 UA，离心率为0.294。